# エルゼ・C・クラウス
エルゼ・C.クラウス（Else C. Kraus, 1899年9月14日 - 1979年8月2日）は、ドイツのピアニスト。
ダルムシュタットに生まれる。
ローザンヌ音楽院で学んだ後、ベルリンでアルトゥル・シュナーベルに師事。1910年からウィーンでアルノルト・シェーンベルクに学び、1918年にはシェーンベルクの作曲セミナーにも参加した。その後はシェーンベルクをはじめとする無調音楽を得意とするピアニストとして活動した。
1928年から1933年までベルリン教会音楽学校で教鞭をとっており、ゲルハルト・プヒェルトらを教えている。
1931年にはシェーンベルクのピアノ小品(op.33a)をベルリンで初演している。
アスコナにて死去。